# Музей искусств Нашера
Музей искусств Нашера (англ. Nasher Museum of Art), ранее Музей искусств Университета Дьюка (англ. Duke University Museum of Art) — художественный музей Университета Дьюка, расположенный на территории кампуса Дьюка в Дареме, Северная Каролина, США. 

## История
В 1936 году коллекционер произведений искусства Уильям Хейс Экленд написал письма в три университета, пытаясь найти место, куда он мог бы завещать свою коллекцию после смерти. Президент Университета Дьюка Уильям Престон Фью воспринял эту идею с энтузиазмом и разработал план создания художественного музея в Университете Дьюка. После смерти Фью и Экленда Дьюкский университет отказался принять подарок по причинам, которые до сих пор не раскрыты. После смерти Экленда его наследникам пришлось искать новое место для строительства музея, что в конечном итоге привело к созданию Художественного музея Экленда. 
В 1969 году в Восточном кампусе университета Дьюка был основан Музей искусств Университета Дьюка, в экспозиции которого представлены экспонаты средневекового искусства из коллекции Эрнеста Бруммера. 
В конце XX века была предпринята попытка перенести музей в более центральное место. Профессора ботаники выступили против этого плана, поскольку новое местоположение нарушило бы «зону ботанических исследований» — поле растений. 
В начале XXI века, отчасти благодаря подарку выпускника Рэймонда Нашера, музей стал известен как Музей искусств Нашера и был открыл новый музей стоимостью 24 миллиона долларов, спроектированный архитектором Рафаэлем Виньоли. С момента открытия ежегодно его посещают около 100 000 человек.
Мэри Д.Б.Т., правнучка Бенджамина Ньютона Дьюка, брата Джеймса Бьюкенена Дьюка, и Джеймс Х. Семанс внесли большой вклад в университетский художественный музей. С 1987 по 2003 год Майкл Меццатеста был директором и руководил строительством нового здания музея. Сара Шрот, бывший старший куратор Нэнси Хэнкс, была директором музея с 2013 по 2020 год.

## Коллекция
Коллекция содержит более 13 000 произведений искусства, включая работы Нины Шанель Эбни, Ай Вэйвэя, Джона Акомфраха, Нджидеки Акуниили Кросби, Эммы Амос, Фирели Баэс, Рэдклиффа Бейли, Марии Беррио, Сэнфорда Биггерса, Кристиана Болтански, Мела Чина, Уильяма Кордова, Марлен Дюма, Дарио Эскобара, Женевьевы Геньяр, Джеффри Гибсона, Баркли Л. Хендрикса, Рашида Джонсона, Тайё Кимура, Кристиана Марклея, Керри Джеймса Маршалла, Занеле Мухоли, Вонгечи Муту, Одили Дональда Одита, Майи Крус Палилео, Эбони Дж. Паттерсон, Дэна Пержовски, Микеланджело Пистолетто, Робина Роуда, Дарио Роблето, Эми Шеральд, Ксавьеры Симмонс, Лорны Симпсон, Жон Квик-ту-Си Смит, Ив Сассман, Генри Тейлора, Альмы Томас, Хэнка Уиллиса Томаса, Микалейн Томас, Боба Томпсона, Кары Уокер, Нари Уорд, Кэрри Мэй Уимс, Кьянде Уайли, Фреда Уилсона и Линетт Йиадом Боаки. Музей посвящён представлению современного искусства со всего мира, уделяя особое внимание тем работам, которые исторически были недостаточно представлены. Директор-основатель Ким Роршах уехала в Сиэтлский художественный музей в ноябре 2012 года. 
Музей располагает богатой коллекцией доколумбового искусства (3300 экспонатов), среди которых особенно значительны коллекции керамики майя и перуанского текстиля.